# Refused
Refused é uma banda de hardcore punk originada de Umeå, Suécia, formada em 1991 e permanece em atividade até os dias de hoje. No total, a banda lançou dois EPs, cinco álbuns completos e duas coletâneas, sendo três álbuns e dois EPs, lançados antes de sua primeira separação em 1998.  A revista Kerrang!, internacionalmente reconhecida, listou em 2003, o álbum de 1998 - The Shape of Punk to Come - em 13 º entre os 50 álbuns mais influentes de todos os tempos.
Em 1998, o Refused se separou voltando apenas em 2012, afirmando que a reunião da banda duraria apenas até o fim daquele ano. Entretanto, a banda se reuniu novamente em 2014 permanecendo em atividade até os dias de hoje.
Refused é atualmente composto pelo vocalista Dennis Lyxzén, o baterista David Sandström, o baixista Magnus Flagge e os guitarristas Mattias Bärjed e Kristofer Steen. Suas letras expressam muitas vezes, um posicionamento de não-conformismo e  revolta em relação ao sistema, à sociedade e ao comportamento humano no geral, sendo nítido o posicionamento mais à esquerda da banda.
Em 2015, com o álbum "Freedom", concorreu ao Grammy na categoria de melhor performance de hard-rock/metal, perdendo para a banda também sueca "Ghost".
No dia 2 de Julho/2019, a banda anunciou pareceria com a desenvolvedora de jogos CD Projekt Red, ajudando na ambientação e caracterização do jogo Cyberpunk 2077 baseado no universo criado por Mike Pondsmith. A banda compôs e gravou músicas para o título, sendo representada dentro do universo do jogo como a banda ficcional SAMURAI, presente também em Cyberpunk 2013 e Cyberpunk 2020. Um dos integrantes da SAMURAI é Johnny Silverhand, personagem que tem participação essencial no universo de Cyberpunk e é interpretado pelo ator Keanu Reeves em Cyberpunk 2077.

## História

### Primórdios
A banda Refused foi fundada em 1991 na cidade de Umeå, Suécia pelo vocalista, poeta e ativista político Dennis Lyxzén, o baterista David Sandström, o baixista Jonas Lindgren e o guitarrista Pär Hansson, este que logo deixou a banda dando espaço para Kristofer Steen e futuramente, o guitarrista adicional Jon Brännström; no entanto, a formação da banda se encontrou em constante desequilíbrio após a saída do baixista original, resultando em uma alta quantidade de baixistas que trabalharam com a banda por curto período até 1998.
O plano da banda era ascender além das fronteiras da Suécia e espalhar a forte mensagem da banda pelo mundo. O Refused trabalhou em algumas demos nesse período, até em 1994 com o lançamento do primeiro álbum This Just Might Be the Truth.

### Os primeiros lançamentos
This Just Might Be the Truth seguiu um molde padrão dentro do cenário do Punk Hardcore, com linhas de guitarras, baixo e vocal agressivos, embora não tão encorpados e letras de não-conformismo claras e diretas. 
Apesar de possuir as 12 faixas de costumes, as músicas eram curtas (5th Freedom, a faixa mais longa do disco possui apenas 3:15 minutos) contudo, após um mês do lançamento do disco, a banda lançou o EP Everlasting que seguiu o mesmo estilo musical do lançamento antecedente. As duas primeiras obras da banda, ambas lançadas pela gravadora sueca Startrec, renderam 53 minutos de música que foram suficiente para consolidar a banda no cenário underground da época.

### Songs To Fan the Flames of Discontent
Em junho de 1996, o Refused junto da gravadora Victory Records, lançou o seu segundo álbum, intitulado Songs to Fan the Flames of Discontent. A Banda passou a andar ao poucos na contra-mão dos arquétipos do Punk Hardcore adotando guitarras mais técnicas, linhas de bateria mais energéticas e vocais bem mais trabalhados, além de incorporar outros estilos musicais em algumas músicas, algo muito notável na faixa "Return To The Closet" por exemplo. Além das mudanças na forma de composição musical, a maneira cujas letras foram escritas também foi alteradas seguindo para uma direção mais poética e menos direta ainda contendo a mesma revolta política característica da banda. Apesar das mudanças, no geral, a banda ainda se encaixava bem nas singularidades do cenário hardcore.
A banda em conjunto com o álbum, lançou um pequeno livreto que continha explicações por trás das letras das músicas. 
O Álbum foi extremamente bem recebido no cenário, com destaque à música "Rather Be Dead" que se tornou a preferida dos fãs na época.
O lançamento deste disco possibilitou que a banda fizesse uma grande turnê no ano subsequente em conjunto com a banda Snapcase e mais para frente com as bandas Millencolin e Mindjive. As turnês se limitaram apenas aos Estados Unidos e Europa, onde se encontrava a maioria do público da banda. A turnê foi realizada majoritariamente com o baixista Magnus Flagge este que já havia trabalhado com a banda anteriormente.

### A Shape of Punk To Come & Refused Are Fucking Dead
Em 1998, em conjunto com a Burning Hearts, o Refused lançou um breve EP chamado The New Noise Theology e logo em seguida a banda lançou o seu terceiro álbum, The Shape of Punk to Come, este que hoje é considerado pela maioria dos fãs, o melhor álbum da banda e uma das melhores obras já feitas no cenário do Punk Hardcore.
O título do álbum, The Shape of Punk to Come era uma referências à obra de Ornette Coleman, The Shape of Jazz to Come. O título foi escolhido como uma forma de protestar as divergências e discordâncias que a banda tinha com a atual cena do Punk Hardcore, além de almejar mudar o cenário trazendo estilos diferentes para o gênero que era lotado de paradigmas na época. Tal decisão é um dos motivos qual The Shape of Punk to Come, é considerado um dos melhores e mais influentes albums do gênero; tal posicionamento é nítido em faixas como "Liberation Frequency", "Worms Of The Senses / Faculties Of The Skull" e principalmente "New Noise" cujo tema principal é justamente a revolução artística que visa lutar contra as regras do Mainstream e do saudosismo obsessivo que de certa forma, impedem o público geral de buscarem pelo que é novo e diferente.
No álbum em questão, o Refused ousou misturar gêneros como Jazz, Eletrônica, Folk, Ambience, entre outros gêneros totalmente distintos e muitas vezes até evitados no cenário Punk em geral. Outrossim, a banda resolveu apostar nas linhas de guitarra e bateria ainda mais técnicas, investiram em linhas vocais melódicas e deram ainda mais espaço para linhas singulares do contrabaixo, características essas raras entre as músicas de Punk Hardcore. As músicas também passaram a ser bem mais longa, chegando até mesmo à 8:07 minutos na faixa "Tannhäuser / Derivè"
O Álbum foi inicialmente um fracasso comercial, com pouca antenção na mídia, além de não ter agradado parte dos fãs por conta da nova forma de composição adotada pela banda. Além disso, a convivência entre os integrantes da banda não se encontrava em sua melhor condição muito antes da gravação do disco (situação que resultou na música Refused are Fucking Dead).
Segundo um documentário dirigido pelo guitarrista/baixista Kristofer Steen anos depois, grande parte das divergências eram relacionadas a alta influencia política das letras de Dennis Lyxzén contra a simples vontade de produzir música do resto banda, resultando em diversas discussões, principalmente entre Dennis Lyxzén e o baterista David Sandström.
Antes mesmo do lançamento do disco, o Refused então resolveu realizar uma sequência de shows e se desfazer de uma vez por todas, e somado à todo o desastre, os shows foram os piores possíveis, resultando até mesmo em caso de polícia no último show da banda no meio de uma performance de "Rather Be Dead".
A partir desse dia, a banda se separou sem a intenção de voltar futuramente.

### New Noise
A polêmica envolvendo o último show do Refused acabou se popularizando assim como o seu último álbum e com as mudança dos tempos e consequentemente mudança de público, um certo público novo foi aos poucos dando chance à última obra da banda.  Todavia, o que de fato trouxe a atenção do coletivo para o álbum em específico foi o clipe de New Noise, que passou a ser transmitido frequentemente na MTV pouco tempo depois da separação da banda. As vendas de The Shape of Punk to Come então subiram drasticamente, se tornando um dos álbuns mais vendidos e bem aclamado do gênero, sendo considerado o 13° álbum mais influente de todos os tempos pela revista Kerrang!, além de futuramente ter sido listado como o 12° melhor álbum do Punk pela revista LA Weekly e o 5° melhor álbum político da história pela Phoenix New Times.
Embora o reconhecimento dado à banda não se encaixava no que os membros outrora julgavam como adequado, o ânimo dos fãs em relação ao último álbum da banda era altíssimo, o impacto que a banda causou na estrutura musical da época foi enorme e as vendas seguiam fortes. Mas nem mesmo tudo isso foi capaz de trazer o Refused de volta na época. Dennis Lyxzén formou a banda The (International) Noise Conspiracy, enquanto Kristofer Steen, David Sandström e Jon Brännström formaram a banda TEXT, além disso, Kristofer Steen Se mudou para Califórnia, onde frequentou aulas de filmagem e gravou o documentário Refused Are Fucking Dead, lançado em 2006. O documentário contava a história do Refused em seus dias finais e só ajudava à confirmar a até então, irreversível morte da banda.

### O breve retorno
Em 2007 Dennis Lyxzén e David Sandström voltaram a trabalhar em um antigo projeto musical paralelo ao Refused, chamado de Final EXIT.
A união de Dennis Lyxzén e David Sandström também resultou em um projeto chamado AC4. Tal notícia acendeu uma pequena chama de esperança de um possível retorno do Refused, essa que se intensificou como um rumor em março de 2010, quando a gravadora Epitaph Records relançou o antigo site da banda com a mensagem "Em Breve".
Algumas fontes anônimas apontaram que o Refused realizaria um show naquele mesmo ano, mas Lyxzén negou, pois segundo o mesmo, ele e Sandström ainda estariam trabalhando no projeto AC4. Em particular, o site se tratava de um futuro relançamento do álbum The Shape of Punk to Come pela Epitaph Records.
No entanto, em 2012, Dennis Lyxzén anunciou em sua conta do Facebook que a banda de fato iria se reunir novamente para uma turnê no mesmo ano e logo se separariam novamente. A banda de fato se reuniu e se separou naquele mesmo ano. Mas em 2014, o guitarrista Jon Brännström escreveu um longo texto relatando sua demissão da banda, enquanto o Refused se defendia dizendo que Jon havia se demitido em 2013 por divergências entre a banda.
Independente de qual versão estava correta, as informações de ambos os lados era um pista nítida de que o Refused ainda estava vivo.

### Renascimento
Em 2015, a banda anunciou o seu quarto álbum de estúdio Freedom através do single e faixa de abertura do álbum "Elektra".
Freedom trouxe à banda mais uma mudança drástica de estilo, não tão ousada como a de The Shape of Punk to Come. Muitos fãs se decepcionaram com o retorno do Refused pois esperaram algo tão grandioso quando o terceiro álbum da banda. No geral, Freedom é um álbum sólido, foi do agrado da grande maioria dos fãs, sendo bem aclamado pela crítica. Freedom foi a obra que de fato oficializou o retorno do Refused e a permanência do baixista Magnus Flagge na banda. Após o lançamento do álbum, o Refused contratou o guitarrista Mattias Bärjed para tocar como guitarrista adicional junto de Kristofer Steen.
Em 2017, a Banda revelou novamente que estariam trabalhando em uma nova obra. Então em 2018, a banda relançou o single de 2016, Servants of Death em forma de um breve Ep contendo uma nova faixa.
Em 2019, a banda liberou o clipe para o single inédito "Blood Red". Este que vinha acompanhado do anúncio do quinto álbum da banda, War Music. O portal Loudwire o elegeu como um dos 50 melhores discos de rock de 2019.

## Influência no meio musical
Refused foi uma das bandas mais importantes para o que seria o gênero musical do punk e as vertentes decentes desse mesmo estilo nos anos 2000.
A comercialização abundante do terceiro álbum do Refused, acabou popularizando demais a banda que ia contra, justamente o principal veículo que geraria essa popularização. No entanto, a inovação sutil que o Refused trouxe para o Rock dos anos 2000, ajudou a quebrar e moldar novamente os paradigmas do capitalismo e do Mainstream no meio musical daquela época, mesmo que de forma indireta, sendo justamente este, o disco que contribuiria na influência e no reportório musical de artistas que lideraram o mercado naquele período.
Mike Shinoda do Linkin Park, em sua participação no quadro "What's In My Bag" da famosa loja de discos "Amoeba", citou a banda Refused e o álbum The Shape of Punk to Come como um dos mais importantes para a existências do Linkin Park.
Segundo Shinoda, muito provavelmente não existiria Linkin Park sem o Refused, e ainda acrescentou que ouve uma constante comparação na composição do álbum Hybrid Theory com o Álbum The Shape of Punk to Come pois eles queriam que os discos carregassem a mesma energia.
O guitarrista Tom Morello cogitou a possibilidade de chamar Dennis Lyxzén para ser o novo vocalista do Rage Against The Machine no lugar de Zack de la Rocha após sua saída da banda.
Corey Taylor do Slipknot/Stone Sour, embora não tenha citado abertamente o Refused como uma de suas influências. Ocasionalmente cita e faz comentários positivos às obras do Refused.
Rumores apontam que o nome da primeira banda de Frank Turner teria sido inspirada em um trecho da música "The Apollo Programme Was a Hoax" do The Shape of Punk to Come
Em 2011, a aclamada banda de thrash metal Anthrax, realizou um cover de New Noise.
A música "Born For This" da banda Paramore, contém um verso muito similar à música "Liberation Frequency" do album The Shape of Punk to Come.

## Cyberpunk 2077
No dia 2 de Julho/2019, o Refused em paralelo com seus projetos principais, anunciou pareceria com a desenvolvedora de jogos CD Projekt Red (mundialmente conhencida pela franquia de RPG The Witcher).
O Refused ajudaria na formação e caracterização do universo do jogo Cyberpunk 2077 baseado no universo de RPG de Mesa criado por Mike Pondsmith. A banda compôs e gravou músicas para o título, sendo reproduzidas dentro do universo do jogo como a banda ficcional SAMURAI, criada igualmente por Mike Pondsmith para o universo de Cyberpunk 2013 e Cyberpunk 2020.
As músicas feitas para o jogo, mesmo seguindo um estilo muito próximo ao estilo de costume da banda com grandes semelhanças principalmente com o álbum War Music, também trouxe algumas inovações, desde leves mudanças nas formas de composição, até uma atenção maior na redução do sotaque Sueco do vocalista já que todas as músicas do Refused e de sua participação no jogo como Samurai, são cantadas na língua inglesa. Essas mudanças vieram justamente para permitir que as músicas pudessem justapor sem muitos problemas na ambientação do jogo eletrônico.
Um dos integrantes da banda ficcional SAMURAI é o personagem também ficcional Johnny Silverhand, interpretado pelo ator Keanu Reeves em Cyberpunk 2077, tendo papel essencial no enredo do jogo.

## Integrantes

### Formação atual
- Dennis Lyxzén - vocal (1991–1998, 2012, 2014-atualmente)
- David Sandström - bateria (1991–1998, 2012, 2014-atualmente)
- Magnus Flagge - contrabaixo/violoncelo (1992–1995, 1997, 2014–atualmente)
- Kristofer Steen - guitarra/contrabaixo (1994–1998, 2012, 2014-atualmente)
- Mattias Bärjed - guitarra (2015-atualmente)

### Ex-integrantes
- Jonas Lidgren — contrabaixo (1991-1992)
- Pär Hansson — guitarra (1991–1994)
- Henrik Jansson — guitarra (1992–1995)
- Jon Brännström — guitarra e backing vocals (1995–1998, 2012)
- Magnus Höggren — contrabaixo (1995–1997)
- Ulf Nybérg — contrabaixo (1997–1998)

## Discografia

### Álbuns e EPs
- This Just Might Be the Truth (1994)
- Everlasting - EP (1994)
- Songs to Fan the Flames of Discontent (1996)
- The E.P. Compilation (1997)
- The Demo Compilation (1997)
- The New Noise Theology - EP (1998)
- The Shape of Punk to Come (1998)
- Freedom (2015)
- Freedom Deluxe (2016)
- War Music (2019)
- The Malignant Fire - EP (2020)

### Singles
- Elektra Remix (2015)
- Servants of Death (2016)
- Blood Red (2019)
- Rev 001 (2019)
- Economy of Death (2019)